# Агаев, Низами Адиль оглы
Низами Агаев (азерб. Nizami Ağayev; 12 июня 1936, Кировабад — 21 января 2022, Баку) — ученый-агрохимик, доктор сельскохозяйственных наук, профессор.

## Биография
Родился 12 июня 1936 года в Гяндже, Азербайджанская ССР. В 1959 году окончил факультет виноградарства и плодоводства Азербайджанского сельскохозяйственного института. После окончания Азербайджанского сельскохозяйственного института в 1959 году некоторое время работал на станции эрозии почв в Баку на должности лаборанта, младшего научного сотрудника, аспиранта, старшего научного сотрудника и заведующего лабораторией в Институте почвоведения и агрохимии.